# Штраф (адміністративне стягнення)
Штраф — основне адміністративне стягнення, яке за своєю суттю є грошовим стягненням, що накладається на громадян, які вчинили адміністративне правопорушення.

## Порядок накладення і виконання
Санкції статей Кодексу України про адміністративні правопорушення можуть передбачати як певні межі штрафу (наприклад, ст. 51), так і точне зазначення суми штрафу (наприклад, ст. 135). Штраф як адміністративне стягнення відрізняється від аналогічного виду кримінального покарання розмірами штрафу, порядком застосування, а також тим, що штраф як адміністративне стягнення є лише основним стягненням, а штраф як кримінальне покарання може бути як основним, так і додатковим стягненням. Також адміністративний штраф слід відрізняти від аналогічного виду забезпечення виконання цивільно-правового зобов'язання, який має на меті відшкодування збитків, заподіяних внаслідок порушення зобов'язання, тоді як адміністративний штраф має на меті покарання правопорушника шляхом обмеження його майнових інтересів.
Штраф сплачується протягом п'ятнадцяти діб після вручення порушнику постанови про накладення штрафу у відділенні банку України. За наявності підстав, передбачених статтею 258 КУпАП, штраф сплачується на місці правопорушення. Якщо неповнолітній (16-18 років) правопорушник не має можливості сплатити штраф, він стягується з його батьків або осіб, що їх заміняють.
У разі накладення штрафу за правопорушення у сфері забезпечення безпеки дорожнього руху, зафіксоване в автоматичному режимі, та порушення правил зупинки, стоянки, паркування транспортних засобів, зафіксоване в режимі фотозйомки (відеозапису), особа, яка є «відповідальною» відповідно до ст. 142 КУпАП, має можливість протягом десяти днів з дня набрання постановою законної сили сплатити лише 50 % розміру штрафу. У разі несплати протягом тридцяти днів постанова підлягає примусовому виконанню.
У разі несплати штрафу у п'ятнадцятиденний строк він стягується примусово, при цьому правопорушник має сплатити подвійну суму штрафу та витрати на облік правопорушень, розмір яких визначається Кабінетом Міністрів України. Якщо правопорушник не сплатить подвійну суму штрафу протягом семи діб, гроші буде стягнуто з нього примусово на основі Закону «Про виконавче провадження». У цьому випадку правопорушник сплатить також виконавчий збір (10 % суми стягнення або вартості майна, яке передається стягувачу).
Перевірка штрафу в Україні, зазвичай, доступна через різні онлайн-сервіси, включаючи Дія.